# 阿拉山口
阿拉山口（汉语拼音字母：Alag Ûûlin Am），前苏联国家称之为“準噶爾山口”（羅馬化：Joŋĝar k̂ak̂pası）或“七河山口”（羅馬化：Jëtisuw k̂ak̂pası），是位於阿拉套山和巴尔鲁克山之间的一個山口，也是中華人民共和國和哈萨克斯坦兩國的邊界要塞及口岸，哈萨克斯坦一侧为杰特苏州萨尔坎德区多斯特克。
阿拉山口長90公里，宽20公里。當地亦以大風見稱，常年8級以上的大風天氣長達180多天，最大瞬間風力可達到12至13級。國電集團在那裡興建了共15萬千瓦的風力發電站。
自从北疆鐵路和土西鐵路在1990年對接以來，這裡就成為了新亞歐大陸橋的一部份。1993年亦開放了公路口岸。2002年，阿拉山口（鐵路、公路）出入境人員8.1萬人次，出入境交通工具0.99萬輛（列）次，進出口貨物585萬噸。。在中國境內，行政區則隸屬新疆博爾塔拉阿拉山口市。

## 古希臘神話
希罗多德在《历史》中記述了旅行者所説的在古希臘世界的東北方有一地，有狮鹫守衛金子，並有山洞中吹出北風。根據希罗多德的故事與阿拉山口的相似點，一些近代學者認爲古希臘神話中北風之神波瑞士所在之地與阿拉山口有關。古希臘神話中描述居住在北風之地的另一邊的人（Hyperborean）是和平、文明的種族，食用穀物且濱海而居，因此被認爲指的是中國人。